# Stelo

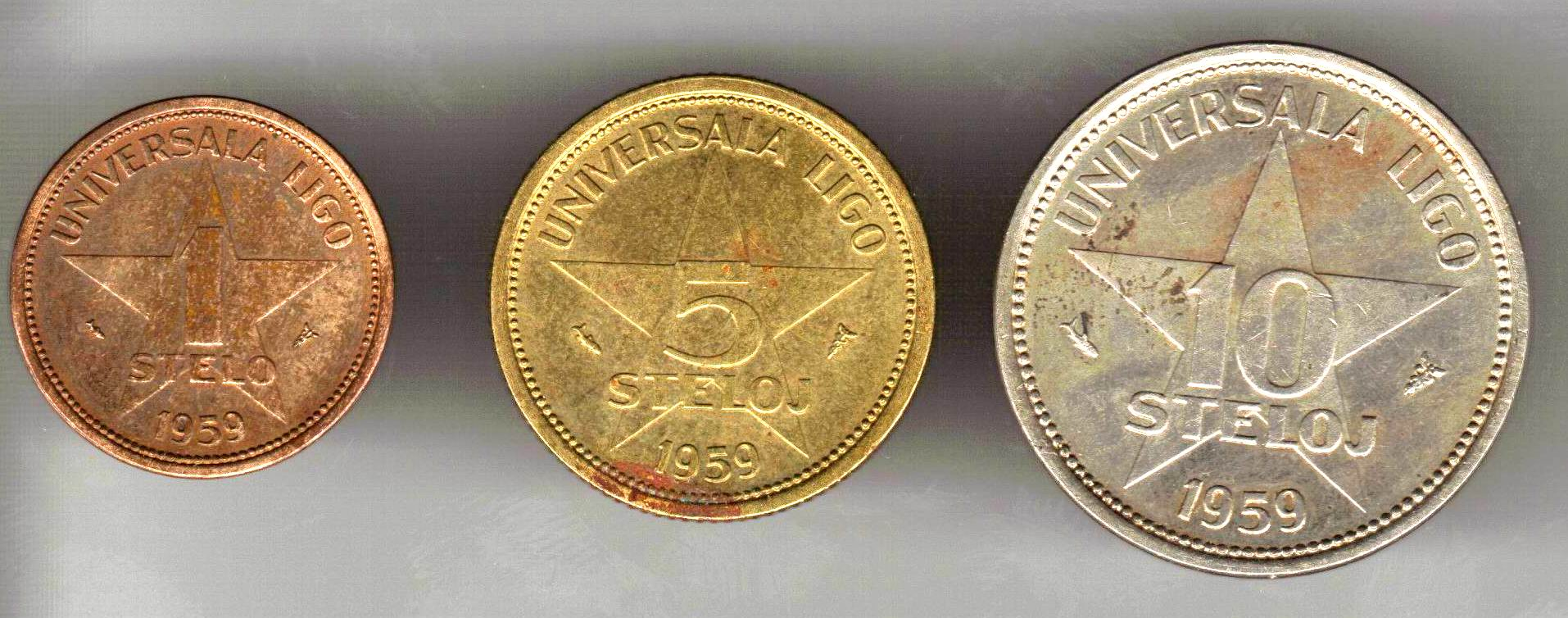
Rewers monet 1, 5 i 10 stelo

Stelo (esp.: gwiazda) to nazwa międzynarodowej waluty, używanej dawniej przez esperantystów. Powstała w roku 1942 i była używana w ruchu esperanckim przez kilkadziesiąt lat. W 1959, z okazji setnej rocznicy urodzin Ludwika Zamenhofa, postanowiono wydać Stelo w wersji metalowej. Rok później Holenderska Mennica Państwowa wypuściła pierwsze monety o nominałach:
- 1 Stelo, wykonane z brązu,
- 5 Steloj, wykonane z mosiądzu,
- 10 Steloj, wykonane z miedzioniklu.
- W roku 1965 wypuszczono srebrne monety o wartości 25 Steloj

W założeniu, 1 Stelo miało być warte tyle, co kilogram chleba, jednak powiązano jego wartość z wartością guldena holenderskiego. W roku 1960 1 Stelo miało wartość 0,25 guldena.
Po wielu latach używania w obiegu, wraz z rozwiązaniem Universala Ligo, wszystkie pozostałe egzemplarze Stelo postanowiono przekazać do Universala Esperanto-Asocio (Światowego Stowarzyszenia Esperantystów) w celu sprzedaży jako pamiątki.

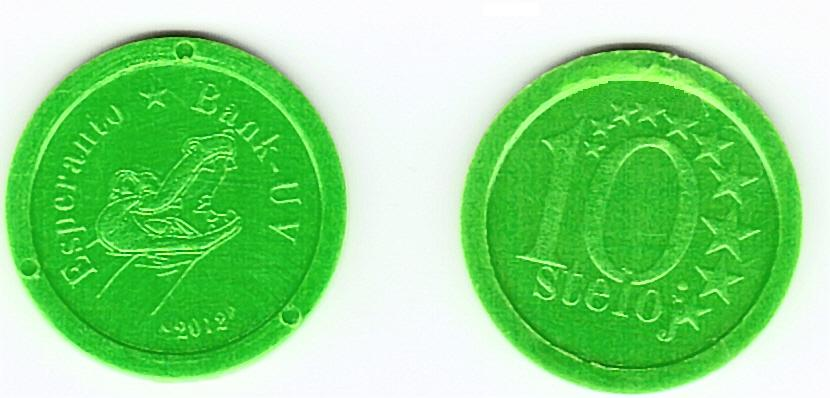
10 steloj

W 2010 roku wydano monety o nominałach 1 stelo, 3 steloj oraz 10 steloj. Monety te były wykonane z tworzyw sztucznych. 
W 2017 roku w związku z 150-rocznicą urodzin René de Saussurego wydano monetę 100 steloj.